# 龍騰盃
龍騰盃（英文：Long Teng Cup）是由中華台北足球協會主辦的一項國際足球賽。第一屆賽事共有 4 支代表參加，於2010年10月，在台灣高雄市左營區國家體育場舉行，由香港亞運集訓隊編成的香港隊奪得冠軍，東道主中華台北屈居亞軍。於2011年10月4日，香港隊於最後一場以6–0大敗中華台北，以2勝1和得7分不敗戰績成功衛冕冠軍。

## 簡介
中華民國足球協會為了增加中華台北足球代表隊在國際足球賽上的比賽數量及提升其國際足球總會的世界排名，於是開始舉辦龍騰盃。

## 首屆
第一屆龍騰盃於2010年10月9日至10月12日，在台灣高雄左營國家體育場舉行，共有4支足球代表隊參加，除了東道主中華台北外，還有香港、澳門及菲律賓3支外隊應邀參加龍騰盃。
龍騰盃採取單循環賽制度，結果由香港奧運足球代表隊編成的香港隊以2勝1和0負得7分的成績奪得第一屆龍騰盃冠軍，中華台北以1勝2和0負得5分的成績屈居亞軍，菲律賓以1勝1和1負得4分的成績獲得季軍，澳門則以3戰3負得0分的成績敬陪末席。

## 次屆
由於第一屆龍騰盃賽事的反應良好，中華民國足球協會於2011年9月30日至10月4日舉辦第二屆龍騰盃賽事，原本有意擴充到6支球隊參賽，目標是邀請越南、新加坡或馬來西亞加入角逐龍騰盃賽事，可是邀請球隊的過程不順利，最終維持由4隊角逐。結果，香港以2勝1和0負得7分不敗的戰績，成功衛冕龍騰盃冠軍，菲律賓以1勝2和0負得5分的成績屈居亞軍，中華台北以1勝1和1負得4分的成績獲得盃季軍，澳門則以3戰3負得0分的成績連續兩屆敬陪末席。

## 第三屆
第三屆龍騰盃將會於菲律賓舉行，由於馬尼拉人質事件，香港保安局對菲律賓的黑色外遊警示未除，故此香港足球總會已經於先前表示將不會參加是次的賽事。菲律賓足協因為響應和平月活動，所以將龍騰盃改名和平盃，比賽於2012年9月25日至9月29日在馬尼拉的黎剎紀念體育場進行。冠軍菲律賓3勝0負得9分、進9球、失1球，亞軍中華1勝1 和1負得4分、進5球、失5球，季軍關島1勝2負得3分、進3球、失3球，殿軍澳門1和2負得1分、進2球、失4球。

## 歷屆賽事
| 2010 詳細 | 高雄市 | · 香港U-23               | · 中華臺北               | · 菲律賓                 | · 澳門                   | 4      |
| 2011 詳細 | 高雄市 | · 香港                   | · 菲律賓                 | · 中華臺北               | · 澳門                   | 4      |
| 2012      | 不適用 | 停辦，由菲律賓和平盃承辦 | 停辦，由菲律賓和平盃承辦 | 停辦，由菲律賓和平盃承辦 | 停辦，由菲律賓和平盃承辦 | 不適用 |

## 球隊成績
| 球隊     | 冠軍           | 亞軍     | 季軍     | 殿軍           |
| -------- | -------------- | -------- | -------- | -------------- |
| 香港     | 2 (2010, 2011) |          |          |                |
| 中華臺北 |                | 1 (2010) | 1 (2011) |                |
| 菲律賓   |                | 1 (2011) | 1 (2010) |                |
| 澳門     |                |          |          | 2 (2010, 2011) |

## 歷屆最有價值球員
2011年：香港陳肇麒

## 外部連結
- 中華台北足協官方網站 （页面存档备份，存于）